# ويليام إرنست ميلر
ويليام إرنست ميلر (بالإنجليزية: William Ernest Miller)‏ هو محامي وقاضي أمريكي، ولد في 3 فبراير 1908 في جونسون سيتي في الولايات المتحدة، وتوفي في 12 أبريل 1976.